# كلير إنغلر
كلير إنغلر (بالإنجليزية: Claire Engler)‏ هي ممثلة أمريكية، ولدت في 18 يناير 2001 في أريزونا في الولايات المتحدة.

## وصلات خارجية
- كلير إنغلر على موقع IMDb (الإنجليزية)
- كلير إنغلر على موقع قاعدة بيانات الفيلم (الإنجليزية)